# Navett
Il navett, detto anche nav, è un'imbarcazione storica a vela o a remi di piccole dimensioni, adoperata dai pescatori del Lago di Como.

## La struttura
Lo scafo, di forme piuttosto rotonde, era circa sette metri di lunghezza e tre di larghezza, con pescaggio limitato a soli venti centimetri; era in legno di castagno con albero e remi in larice.
La struttura dell'imbarcazione era diversa da quella delle altre imbarcazioni lariane: la prua era realizzata con una struttura più alta e più larga della poppa, in modo da assumere un assetto orizzontale al momento del carico delle reti bagnate e il pescato (in tutto anche fino ad un paio di tonnellate).
Il pagliolato era molto sollevato dal fondo per raccogliere l'acqua in sentina e lasciare un piano di lavoro asciutto. La sentina (acquaröo) era capiente e vi si stivava temporaneo il pescato, prima di selezionarlo in ceste.
Lo scafo era munito di tre cerchi uniti da un travetto longitudinale (mantàula), ed il tutto sosteneva una tenda che copriva metà barca; il resto era di solito coperto con la vela appoggiata sulla mantàula.

### La velatura
L'albero, quando non era utilizzato, veniva legato longitudinalmente sopra i cerchi, parallelamente alla mantàula; veniva fatto scorrere in avanti per permettere la copertura anche la parte anteriore della barca. Al momento dell'utilizzo, l'albero era legato al primo cerchio.
La vela era rettangolare, con dimensioni pari circa a quelle dell'imbarcazione (come per comballo e per gondola).

### Remi
Erano utilizzati due remi.
Per l'assenza del timone e di cime per la navigazione a vela, i remi erano posizionati nei diversi scalmi presenti (quattro o anche sei) a seconda del tipo di manovra: gli scalmi anteriori erano utilizzati in assenza di carico.
Anticamente gli scalmi erano formati solo da due pioli in legno affiancati tra i quali sistemare i remi; come forma più avanzata si passò ad usare l'incavo in una tavola di legno duro (radica di noce o castagno). In seguito ci si servì di semi-anelli in ferro come rinforzo per poi passare a scalmiere in bronzo o in ferro.

### Colori
I colori solitamente utilizzati erano il grigio ed il nero, varianti erano l'azzurro o il verde di tonalità scure.

## Utilizzo
L'imbarcazione era destinata alla pesca a strascico e l'introduzione del divieto di questo tipo di pesca portò alla scomparsa di quest'imbarcazione in breve tempo.
Sono rimasti pochissimi esemplari di questo tipo di barca.